# Fine Young Cannibals
Fine Young Cannibals (FYC) var ett brittiskt popband, grundat i Birmingham 1984 av gitarristen Andy Cox, sångaren Roland Gift och basisten David Steele. Mest känd är gruppen för hitsinglarna "She Drives Me Crazy" och "Good Thing" från albumet The Raw and the Cooked från 1989. Bandet splittrades 1992 efter två album. 
Deras namn kommer från filmen All the Fine Young Cannibals från 1960 med Robert Wagner och Natalie Wood i huvudrollerna.

## Medlemmar

### Senaste medlemmar
- Andy Cox – gitarr, keyboard, orgel
- Roland Gift – sång
- David Steele – elbas, keyboard, synt, piano

### Turnémedlemmar
- Martin Parry – trummor, slagverk
- Graeme Hamilton – trumpet, piano

## Diskografi

### Studioalbum
- 1985 – Fine Young Cannibals
- 1989 – The Raw & the Cooked

### Samlingsalbum
- 1990 – The Raw and the Remix
- 1996 – The Finest
- 2006 – The Platinum Collection
- 2009 – She Drives Me Crazy
- 2012 – The Collection

### Singlar
(topp 100 på UK Singles Chart)
- 1985 – "Johnny Come Home" (#8)
- 1985 – "Blue" (#41)
- 1986 – "Suspicious Minds" (#8)
- 1986 – "Funny How Love Is" (#58)
- 1986 – "Ever Fallen in Love (With Someone You Shouldn't've)" (#9)
- 1988 – "Tired of Getting Pushed Around" (#18)
- 1989 – "She Drives Me Crazy" (#5)
- 1989 – "Good Thing" (#7)
- 1989 – "Don't Look Back" (#34)
- 1989 – "I'm Not the Man I Used to Be" (#20)
- 1990 – "I'm Not Satisfied" (#46)
- 1996 – "The Flame" (#17)
- 1997 – "She Drives Me Crazy 1997" (#36)